# Eugeniusz Rosik
Eugeniusz Rosik (ur. 27 lipca 1931 w Poznaniu) – polski piłkarz grający na pozycjach pomocnika i napastnika.

## Kariera
Wychowanek Warty Poznań, w której występował w latach 1945–1948. W 1948 grał w Pogoni Prudnik, po czym powrócił do Warty Poznań. W latach 1951–1953 grał w Lotniku Warszawa. Od 1955 do 1956 był zawodnikiem pierwszoligowego Lecha Poznań, a w latach 1956–1958 Odry Opole. Od 1958 do 1959 ponownie występował w Pogoni Prudnik. Wyjechał do Niemiec, a następnie do Australii, gdzie w latach 1964–1967 grał w Polonii Sydney.